# José Pardo
José Pardo (né le 20 septembre 1925 à Drancy (Seine) et mort le 9 janvier 2011 à Cagnes-sur-Mer (Alpes-Maritimes)) est un joueur de football français, qui évoluait au poste d'attaquant.

## Biographie
José Pardo commence sa carrière professionnelle au CA Paris. Il joue ensuite au FC Sochaux. Il termine sa carrière aux Girondins de Bordeaux.
Il dispute 21 matchs en Division 1, inscrivant deux buts, et 32 matchs en Division 2, marquant cinq buts. Le 23 mars 1952, il inscrit avec le CA Paris un doublé en Division 2, lors de la réception de l'AS Troyes.